# Juan A. Rivero
Juan Arturo Rivero Quintero (* 5. März 1923 in San Juan, Puerto Rico; † 3. März 2014) war ein puerto-ricanischer Zoologe. Sein Forschungsschwerpunkt war die Taxonomie der südamerikanischen Herpetofauna.

## Leben
Rivero wurde in Santurce, einem Ortsteil von San Juan, in Puerto Rico geboren. 1945 erhielt er seinen Bachelor-Abschluss in Biologie an der Estación Experimental Agrícola de la Universidad de Puerto Rico, Recinto in Mayagüez. Danach arbeitete er ein Jahr lang als Assistent für Pflanzenphysiologe an der Estación de Investigación de Agricultura Tropical de Mayagüez, bevor er eine Stelle als Dozent an der biologischen Abteilung der Universidad de Puerto Rico en Mayagüez (UPRM) annahm. Diese Position bekleidete er bis 1953, während er sein Studium an der Harvard University in Cambridge, Massachusetts, fortsetzte, wo er 1951 seinen Master of Science erwarb und 1953 zum Ph.D. in Biologie promovierte. Danach kehrte Rivero an die UPRM zurück, wo er seine akademische Karriere verbrachte. Von 1953 bis 1954 war er Assistenzprofessor für Biologie und von 1954 bis 1958 außerordentlicher Professor. 1958 wurde er ordentlicher Professor. 
Rivero widmete sich der Schaffung von zwei bedeutenden biologischen Einrichtungen in Mayagüez, dem Zoologischen Garten und dem Institut für Meeresbiologie, die beide 1954 eröffnet wurden. Der Zoologische Garten, der seit 1998 ihm zu Ehren den Namen Dr. Juan A. Rivero Zoo trägt, ist eine Einrichtung, in der die Tiere in Freiflächen gezeigt werden, die ihrem natürlichen Lebensraum nachempfunden wurden. Rivero war bis 1963 Direktor des Zoos. Das Institut für Meeresbiologie gehört seit 1968 zur Abteilung für Meereswissenschaften der Universität von Puerto Rico.
Zusätzlich zu seinen Lehr- und Forschungstätigkeiten war Rivero von 1959 bis 1960 Direktor der biologischen Abteilung der UPRM sowie von 1962 bis 1966 Dekan der School of Arts and Sciences. Von 1966 bis 1968 war er wissenschaftlicher Mitarbeiter an der Harvard University und Gastwissenschaftler am Instituto Venezolano de Investigaciones Científicas in Caracas, wo er Forschungsstudien über den Ursprung, die Evolution und die Ökologie der Andenfauna betrieb.  
Rivero hat mehr als 108 Artikel von wissenschaftlichem und kulturellem Interesse geschrieben. Er ist Autor von 21 Büchern und Monographien, darunter Salientia of Venezuela (1961), Los anfibios y reptiles de Puerto Rico (The amphibians and reptiles of Puerto Rico, 1978) und El dolor de la espalda baja: De paciente a paciente (Lower back pain: Patient to patient, 2000). Rivero war 1970 Guggenheim-Stipendiat und erhielt 1979 den ersten Preis des Instituto de Literatura Puertorriqueña für sein Buch Los anfibios y reptiles de Puerto Rico. 1986 wurde er Co-Produzent und Moderator der wissenschaftlichen Fernsehsendung Ciencia al Día, die vierzehn Jahre lief und vom puerto-ricanischen Bildungsministerium gefördert wurde. 1987 wurde er zum Distinguished Professor an der Universität von Puerto Rico ernannt, die höchste akademische Auszeichnung, die die Universität an ihre Professoren vergibt.
Rivero beschrieb die Gattung Stefania, 119 Arten und 4 Unterarten von Amphibien und Reptilien, darunter zahlreiche neotropische Frösche. Sein Interesse umfasste auch eine Reihe anderer biologischer Themen, darunter die organische Evolution, die Verbreitung von Pflanzen und Tieren und den Endemismus.
Rivero starb zwei Tage vor seinem 91. Geburtstag an Krebs.

## Dedikationsnamen
Nach Rivero sind mehrere Tierarten, darunter Schnecken, Garnelen, Hundertfüßer, Tausendfüßer, Buckelzirpen, Frösche und eine Schlangenart benannt. Dazu gehören: 
Atractus riveroi Roze, 1961, Ballophilus riveroi Chamberlin, 1950, Cochranella riveroi (Ayarzagüena, 1992), Dendropsophus riveroi (Cochran & Goin, 1970), Eleutherodactylus juanariveroi Rios-López & Thomas, 2007, Geomelania riveroi Clench, 1962, Glomeridesmus riveroi Chamberlin, 1950, Hemitrochus riveroi Turner, 1958, Leptodactylus riveroi Heyer and Pyburn, 1983, Mannophryne riveroi (Donoso-Barros, 1965), Marshallella riveroi Ramos, 1989, Pristimantis riveroi (Lynch & La Marca, 1993), Processa riveroi Manning & Chace, 1971 und Stefania riveroi Señaris, Ayarzagüena & Gorzula, 1997.